# SEVENTEEN : HIT THE ROAD
SEVENTEEN : HIT THE ROAD는 아이돌 그룹 세븐틴의 다큐멘터리이다. 2015년 5월 15일부터 6월 7일까지 매주 수요일, 금요일 오후 12시에 공개되었으며 유튜브와 위버스에서 동시에 공개되었고 매주 2편 씩 업로드 되었다. teaser 1편, prologue 1편,  episode 13편, epilogue 1편, 우리, 다시(Us, Again) 음원 공개 영상 1편으로 총 17편으로 구성되어 있다. 주로 세븐틴 월드 투어 콘서트인 ODE TO YOU에서의 무대 위, 아래의 이야기를 담아냈으며 에피소드 한 편당 한 멤버의 이야기를 풀어내었기에 총 13개의 에피소드를 볼 수 있다.

## 출연
- 에스쿱스
- 정한
- 조슈아
- 준
- 호시
- 원우
- 우지
- 디에잇
- 민규
- 도겸
- 승관
- 버논
- 디노

## 에피소드
- PROLOGUE. HIT THE ROAD

2017년 첫 월드투어 이후, 2년 만에 SEVENTEEN WORLD TOUR ‘ODE TO YOU’를 개최한 세븐틴.
서울을 시작으로 아시아 7개 지역, 북미 8개 도시를 잇는 약 6개월간의 월드투어를 성공적으로 끝마친다.
그리고 대장정의 시간 동안 세븐틴은 새롭게 마주한 길 위에서 그동안 한 번도 보여주지 않았던 그들만의 솔직한 이야기를 들려준다. 13명의 같지만 다른 이야기가 지금, 시작된다.
- EP. 1 네가 편히 걸을 수 있도록

우지 에피소드
월드 투어를 이어가던 지난해 11월, 베트남에서 열린 2019 AAA 시상식에서 세븐틴은 올해의 앨범 대상을 수상한다. 우지는 월드투어가 시작된 이후, 대관한 연습실에서도, 리허설 무대에서도, 대기실에서도 공연을 위한 점검을 쉬지 않는다. 그 이유는 K-POP으로 공연을 하기에 남다른 책임감을 느끼기 때문이라고 말한다.
그의 남다른 책임감은 서울 작업실에서도 이어진다. 작은 공간에서 탄생한 음악들은 세븐틴에게, 그리고 전 세계로 이어져 지금 이 순간, 수만 명의 목소리로 울려 퍼지게 된다.
- EP. 2 빠르게 달리는 것만이 중요한 건 아냐

원우 에피소드
세븐틴은 일본 내에서 월드투어 일정 외에도 방송, 잡지, 사인회 등 바쁜 시간을 보낸다.
다시 돌아온 공연장, 멤버들에게 첫 위기가 찾아온다. 고열과 복통을 호소하며 디노가 마쿠하리 공연을 하루 불참하게 된 것인데... 12명의 멤버들은 최선을 다해 빈자리를 채우려 노력한다. 하지만 공연이 시작되고 얼마 지나지 않아 예상치 못한 일이 일어났다. 원우가 호흡 곤란과 어지럼증을 호소하며 백스테이지에서 쓰러지고 만 것인데…
- EP. 3 낯선 길 위에서

에스쿱스 에피소드
서울과 일본 4개 도시에서의 월드투어를 성공적으로 끝마치고 아시아 투어 첫 도시 자카르타로 떠난 세븐틴.
연이은 공연 스케줄에 멤버들은 정신적, 체력적 한계에 가까워지고 있었지만 팬들의 열광적인 환호 속에 공연의 막이 또다시 오른다. 하지만 그 순간, 순탄해 보이던 공연이 한순간 반전된다.
리더 에스쿱스가 갑자기 무대를 내려와 공연에 참여하지 못하겠음을 밝히고, 연이어 멤버 정한까지 두통을 호소하며 숙소로 급히 이동했기 때문인데… 에스쿱스에게는 무슨 일이 있었던 걸까?
- EP. 4 이 길의 끝에

호시 에피소드
두 번째 아시아 투어 지역인 방콕으로 이동한 세븐틴.
리허설 현장에 도착한 멤버들은 이제 12명이 무대를 채워야 하기에 이동 동선, 가사, 큐시트 등 달라진 것들을 체크하며 주어진 상황을 잘 헤쳐나가려 한다.
한편, 멤버들은 호시를 무대에 미친 사람, 배울 점 이 많은 멤버라고 말한다. 호시는 오늘도 세븐틴의 무대를 내내 기다렸을 팬들을 위해 더 열심히 온몸이 부서져라 춤춘다. 호시는 공연 내내 단 한순간도 허투루 춤추지 않는다.
그게 팬에 대 한 예의이자, 사랑이라고 말하는 호시. 그는 오늘도 “지금 몇 시”를 외치기 위해 최선을 다하고 있다.
- EP. 5 미지의 길을 마주하더라도

민규 에피소드
북미 8개 도시에서의 투어가 새해의 시작과 함께 막이 올랐다.
드디어 미국에서의 첫 공연 날. 리허설부터 공연 전까지 멤버들 중 가장 컨디션이 좋은 민규는 함께하는 모든 스텝을 챙기며 작은 것 하나까지 놓치지 않는 모습이다. 공연 내내 팬들과 소통하며 북미 첫 공연을 성공적으로 마친 민규는 뉴욕 거리에서 ‘Snap Shoot’ MV 촬영을 위해 멤버들과 함께 즐거운 시간들을 보내고, 이들을 카메라 필름 속에 영원히 담는다.
- EP. 6 이 길의 반환점을 지나면

조슈아 에피소드
갑작스러운 폭설 예보로 자칫하면 시카고 지역의 공연이 취소될 뻔한 상황에서 이동 일정을 앞당긴 덕분에 세븐틴은 무사히 시카고에 도착한다.
조슈아는 어릴 적 봤던 TV 채널에 출연하면 좋을 것 같다고 말했다. 그리고 2020년 1월, 그는 미국에서의 프로모션 일정을 가장 전방위에서 소통하고 팬들과 적극적으로 대화하는 모습으로 지난날 스치듯 말했던 것들을 실제로 이루고 있었다. 그런데, 무탈하게 일정을 소화하는 것으로 보였던 조슈아는 사실 월드투어 초반부터 두통과 불면증에 시달리고 있었는데…
- EP. 7 함께 걷는 이 길

승관 에피소드
북미 투어 다섯 번째 도시 휴스턴. 리허설을 끝낸 멤버들은 시차는 적응했지만 체력적 한계는 여전하다고 말한다. 공연 전까지 멤버들은 에너지를 비축하는 각자의 방법으로 시간을 보내지만 지 치고 힘든 건 여전하다.
그럴 때마다 승관은 각종 영양제를 가져와 멤버들을 챙긴다. 이제 멤버들을 챙겨주는 건 특별하지도 새롭지도 않은 일상이자 습관이 되어버렸다고 말한다. 그 누구보다 멤버 들을 걱정하고 보살피는 승관. 그는 어디에 있든 13명과 함께하는 지금 이 순간이 가장 소중하다고 말한다.
- EP. 8 잠시 숨을 고르고, 다시

디노 에피소드
멕시코시티의 공연장. 잠깐의 리허설로도 숨이 차고 답답한 상황이 발생한다. 고산지대가 지닌 환경적 요인으로 인해 멤버들은 결국 두통약을 먹고 만반의 준비를 이어간다.
사실 디노는 지난 휴스턴에서의 공연이 스스로 만족스럽지 못했다. 컨디션이 무너져 100%를 보여주지 못했다며 내내 마음에 걸려했다. 지금 당장 쓰러지더라도 세븐틴을 위해 시간을 내준 팬들을 위해 최선을 다한 무대를 보여주고 싶었다고 말한다.
- EP. 9 나만의 속도로 길을 걷는다면

버논 에피소드
세븐틴 내에서도 본인의 페이스를 가장 잘 조절하는 멤버 버논이다. 공연 중에는 적절한 선택과 집중을 통해 에너지를 쏟고, 공연 후에는 잠을 자기도, 자기계발을 하기도 한다.
공연이 끝난 밤. 그는 한국에서 가져온 녹음 장비를 이용해 랩 메이킹 연습을 한다. 가사와 라임을 맞춰보고, 멜로디를 붙여 점점 완성해 나간다. 세븐틴에 가장 걸맞은 멤버가 되기 위한 방법은 무엇일까를 늘 고민한다는 버논의 이야기를 들어본다.
- EP. 10 나를 마주하는 시간

디에잇 에피소드
도시 한복판에 트램이 지나가는 풍경을 감상할 수 있는 곳, 미국 산호세로 이동한 세븐틴.
본인이 세븐틴에서 보여줄 수 있는 모습으로 패션을 꼽을 수 있다는 디에잇은 월드투어 직전까지도 공연 의상에 대한 피드백을 가장 활발히 의견을 냈던 만큼 패션에 대한 남다른 사랑과 가치관을 갖고 있다.
팬들에게 새로운 모습을 선보이기 위해 그가 할 수 있는 최선의 노력을 하고 있는 디에잇의 이야기를 들어본다.
- EP. 11 나에게로 와

정한 에피소드
거리 곳곳에 내리는 비에 도시 전체가 촉촉하게 물든 시애틀. 오늘은 북미 마지막 공연 날이다.
약속이라도 한 듯 멤버들은 입을 모아 정한에게 가장 고맙다고 말한다. 사실 정한은 일본 투어 때부터 두통을 호소하며 공연을 힘겹게 이어왔다. 자카르타에서는 에스쿱스와 함께 공연 중에 무대를 내려오기도 했고, 방콕부터 격렬한 안무를 해야 하는 몇몇의 곡들은 소화하지 못했다. 매번 멤버들과 팬들에게 미안하다고 말하며 본인이 할 수 있는 최대한의 선에서 공연에 참여했던 정한.
끝까지 멤버들과 팬들과의 약속을 지키며 북미 투어의 마지막을 함께 축하한 정한의 이야기를 들어본다.
- EP. 12 어두운 밤길을 걸을 때

준 에피소드
준은 우연한 길거리 캐스팅을 시작으로 가수의 길을 걷기 시작했다. 중국에서 아역배우 활동을 했기에 가수로서 어떻게 성장하면 좋을지 늘 멤버들을 통해 배운다는 준.
팬들과 소통할 때나 노래를 부를 때, 춤을 출 때 멤버들처럼 본인에게 스며들게 했다.
언제나 본인보다 세븐틴을 먼저 생각하고, 팬들에게 최상의 모습을 보여주기 위해 노력한다는 준의 이야기를 들어본다.
- EP. 13 결승선까지 내가 옆에 있을게

도겸 에피소드
아시아 네 번째 지역인 마닐라. 도겸은 서울에서의 첫 공연부터 마닐라에서의 마지막 공연까지 자기관리를 성실하게 해내며 세븐틴의 월드투어를 이끌어왔다.
매번 공연이 끝나면 오늘의 공연을 되새기며 반성하기도 하지만 공연이 시작되면 그 누구보다 공연 자체를 즐길 줄 알게 된 모습이다. 그는 그렇게 이번 월드투어를 통해 가장 성장했고, 본인의 한계를 뛰어넘었는데.. 무대에 대한 애정과 멤버들에 대한 사랑이 남다른 도겸의 이야기를 들어본다.
- EPILOGUE. 우리, 다시

6개월간의 긴 여정을 함께한 세븐틴.
아시아와 유럽에서의 공연을 끝내 다 하지 못하게 됐지만 앙코르를 외치는 팬들을 위해 다시 한번 둥글게 손을 모아 나갈 준비를 하고 있다.

## ost (우리, 다시 (Us, Again)
우리, 다시 (Us, Again)
네가 편히 걸을 수 있도록
언젠가 널 위한 길을 만들어 줄 거야
파도 위에서 흔들리고 있어도
훗날 우린 파돌 밟고 서 있을거야
낯선 길 위에서 누구나 길을 잃어버릴 수 있어
험난한 길도 내가 함께 할 테니
우리 다시 함께 노래하는 그때, 그날까지
너를 향한 이 길은 끝나지 않을 거야
모든 이유와 이 길이 아름다운 건 네가 있어서
이 길의 끝에서 반환점 마저 지나면
네가 더는 지치지 않게 내가, 내가 널 지켜줄게
혹여 무슨 일 있어도 우리 다시 꼭 만나자
어두운 밤을 걸을 때 걱정하지 마 내가 있잖아
밝은 빛이 스며들어 어둠을 밝혀줘
우리 다시 함께 노래하는 그때, 그날까지
너를 향한 이 길은 끝나지 않을거야
모든 이유와 이 길이 아름다운 건 네가 있어서
이 길의 끝에서 반환점 마저 지나면
네가 더는 지치지 않게 내가, 내가 널 지켜줄게
혹여 무슨 일이 있어도 우리, 다시 만날 거야
잠시 우리 숨을 고르고 또 다시
힘들고 지친 여정을 끝내고 우리 마주해
아침이 오기 전에 그때
절정이 이르듯 우린 성장통을 겪고 있는거야
나에게로 와 길을 헤메고 있다면 언제든
따스한 온기를 이루면 길을 다시금
찾을 수 있을 테니까 겁내지 않아도 괜찮아
이 길의 끝에 온기와 따뜻한 미소가
빠르게 지나가는 시간 속에 우릴 지켜줄거야
잠시 속도를 늦춰도 우리, 다시 만날 거야